# Phare d'Hoxa Head
Le phare d'Hoxa Head (en gaélique écossais : Na h-Eileanan Flannach) est un phare situé sur l'îlot Hoxa à l'ouest et proche de l'île de South Ronaldsay, l'une des îles méridionales de l'archipel des Orcades au nord des Highlands en Écosse.
Ce phare est géré par le Northern Lighthouse Board (NLB) à Édimbourg,l'organisation de l'aide maritime des côtes de l'Écosse.

## Le phare
Le phare originel a été établi par l'ingénieur écossais David Alan Stevenson en 1901. Hoxa Head est un promontoire de l'îlot d'Hoxa surplombant Scapa Flow qui fut le repère de la flotte britannique durant la seconde guerre mondiale et qui comportait de nombreuses batteries d'artillerie. En 1996, a tour a été démontée, la lanterne avec son objectif d'origine a été envoyée au Museum of Scottish Lighthouses au phare de Kinnaird Head à Fraserburgh.
Le feu actuel est monté sur un petit mât au-dessus d'une structure en aluminium couverte de panneaux blancs. Il émet, toutes les 3 secondes, un éclat blanc et rouge selon direction. Il est localisé proche des anciennes batteries de défense de Scappa Flow et marque son entrée par Hoxa Sound.
Identifiant : ARLHS : SCO-103 - Amirauté : A3610 - NGA : 3100.

## Histoire
Thorfinn Einarsson, Comte des Orcades au Xe siècle est enterré sur le site du Howe Broch au nord de l'îlot.

### Lien connexe
- Liste des phares en Écosse